# Texananus spatulatus
Texananus spatulatus är en insektsart som beskrevs av Van Duzee 1892. Texananus spatulatus ingår i släktet Texananus och familjen dvärgstritar. Inga underarter finns listade i Catalogue of Life.